# Sven Andersson (Künstler)
Sven Anders Andersson (* 23. April 1838 in Ekeberga, heute Gemeinde Lessebo, Småland, Schweden; † 26. September 1893 in Helsingborg, Schonen, Schweden) war ein schwedischer Landschaftsmaler und Zeichner.

## Leben
Andersson studierte Malerei an der Königlich Dänischen Kunstakademie in Kopenhagen. Zwischen 1861 und 1871 hielt er sich zu weiteren Studien in Düsseldorf und Berlin auf. Von 1873 bis 1893 war er Lehrer am Gymnasium von Helsingborg. In den Jahren 1881 bis 1883 gab er die Zeitschrift Vespan heraus.
Andersson schuf vor allem Landschaftsgemälde mit Motiven aus Småland und Schonen. Auch als Buchillustrator betätigte er sich.